# Curatelle en France
Pour les articles sur les autres pays et juridiction, voir Curatelle.
La curatelle, du latin curator (curare : « soigner ») et du haut français curatela, est une mesure établie par justice à destination d'une personne, soit pour veiller aux intérêts d’un mineur émancipé et l’assister dans certains actes, soit pour administrer les biens d’un majeur déclaré incapable de les gouverner lui-même (« majeur protégé »), soit enfin pour régir une succession vacante ou une chose abandonnée.

## Évolution juridique en France

### La curatelle avant 2009
La curatelle était régie par les articles 508 ancien à 515 ancien du Code civil français.

### La curatelle depuis le1erjanvier 2009
En droit français, la curatelle est une mesure prononcée par le juge des tutelles permettant la protection par un curateur d'un majeur protégé. Ce majeur peut accomplir certains actes de la vie civile seul, mais pour les actes de disposition (achat d’une maison, etc.), le majeur protégé doit les accomplir avec les conseils et le contrôle de son curateur.
Il faut distinguer la curatelle simple au cours de laquelle la personne protégée effectue seule les actes de la vie civile mais nécessite l'accord de son curateur pour les actes importants, de la curatelle renforcée régie par l'article 472 du Code civil :
« Le juge peut également, à tout moment, ordonner une curatelle renforcée. Dans ce cas, le curateur perçoit seul les revenus de la personne en curatelle sur un compte ouvert au nom de cette dernière. Il assure lui-même le règlement des dépenses auprès des tiers et dépose l'excédent sur un compte laissé à la disposition de l'intéressé ou le verse entre ses mains.
Sans préjudice des dispositions de l'article 459-2, le juge peut autoriser le curateur à conclure seul un bail d'habitation ou une convention d'hébergement assurant le logement de la personne protégée.
La curatelle renforcée est soumise aux dispositions des articles 503 et 510 à 515. »
— Article 472 du Code civil.
La curatelle est régie par les articles 440 à 476 du Code civil français.

## Ouverture de la curatelle
La curatelle peut être ouverte quand le majeur a besoin d'être conseillé ou contrôlé dans les actes importants de la vie courante (article 440 du Code civil).
Auparavant, elle pouvait être ouverte quand le majeur :
- par sa prodigalité, son intempérance, ou son oisiveté s'expose à tomber dans le besoin ou compromet l'exécution de ses obligations familiales (article 488[4] du Code civil). Mais la loi n° 2007-308 du 5 mars 2007 portant réforme de la protection juridique des majeurs, qui entra en vigueur le 1er janvier 2009, supprima cette disposition.

## Organisation et fonctionnement
Le curateur est désigné par le juge des tutelles. Le curateur ne fait qu'assister le majeur protégé pour les actes qui excèdent sa capacité, il ne le représente pas. Concrètement, cela signifie que ces actes porteront une double signature. Si le curateur refuse son assistance pour certains actes, ceux-ci peuvent se faire autoriser par le juge des tutelles (article 467 du Code civil).
Le juge des tutelles peut aussi décider que le curateur percevra seul les revenus du majeur protégé, réglera ses dépenses, et versera l'excédent à un compte ouvert au nom du curatélaire. Le curateur doit alors rendre compte annuellement de sa gestion au tribunal d'instance (article 472 du Code civil).
Les actes pouvant être annulés sont les mêmes que ceux du majeur placé sous sauvegarde de justice. Le majeur sous curatelle peut tester librement, mais ne peut faire une donation qu'avec l'assistance de son curateur.
Pour le mariage, il faut le consentement du curateur, à défaut celui du juge des tutelles.

## Incapacité du majeur en curatelle

### Étendue de l'incapacité
En principe, l'assistance du curateur est nécessaire pour faire un acte qui, sous le régime de la tutelle des majeurs nécessiterait une autorisation du conseil de famille. La même assistance est requise pour recevoir des capitaux et les investir (article 467 du Code civil). Mais le juge des tutelles peut énumérer certains actes que la personne en curatelle pourra faire seule, ou, inversement, en ajouter à ceux pour lesquels l'assistance sera exigée.
Un régime particulier est prévu pour certains actes :
- Le mariage nécessite le consentement du curateur et, à défaut, celui du juge des tutelles.
- Le testament peut être fait par la personne en curatelle sans assistance. Par contre les donations nécessitent cette assistance.
- Le divorce par consentement mutuel ou pour acceptation du principe de la rupture est impossible. Pour les autres cas de divorce, il peut intenter l'action avec l'assistance du curateur.

### Sanction de l'incapacité
Les actes nécessitant l'assistance du curateur et passés par le majeur en curatelle seul peuvent être annulés. Les actes passés par le majeur en curatelle ne nécessitant pas l'assistance du curateur sont en principe valables. Cependant, ils sont exposés aux actions en rescision pour lésion et en réduction pour excès dans les mêmes conditions que les actes faits par le majeur placé sous la sauvegarde de justice.

## Statistiques
Selon une estimation de 2008, 750 000 personnes étaient en France sous tutelle, curatelle ou sauvegarde de justice au 31 décembre 2008. Le dispositif de suivi statistique a été renforcé avec la loi de 2007, et les données sont régulièrement publiées par le ministère des affaires sociales, ou celui de la justice. Fin 2014, il y avait un peu moins de 680 000 majeurs sous protection judiciaire, dont 365 000 sous tutelle et 313 000 (46 %) sous curatelle. Les personnes sous curatelle ont en moyenne 55 ans. Les femmes sont légèrement majoritaires parmi la population des majeurs protégés.